# Kazaa Lite
Kazaa Lite var en reklam- och spionprogram-fri version av fildelningsprogrammet Kazaa. Under mitten av 2004 upphörde utvecklingen av Kazaa Lite efter tvister med Sharman Network (ägare av programmet Kazaa). Den sista versionen av Kazaa Lite är K-Lite 2.6 Release Candidate 22.
De senare versionerna fanns under ett par år som ett självständigt nätverk utan koppling till Kazaa. Programmet fungerar fortfarande, men sommaren 2006 hade aktiviteten på dessa (genuina) K-Lite-nätverk i stort sett upphört; användarna hade dels flytt till andra och mer avancerade fildelningsprogram, till exempel  bittorrent, dels drivits på flykt av den stora mängd fuskversioner av K-Lite som också etablerats.